# Гугеноти

Гугенотський хрест

Гугеноти (фр. Huguenots фр.: [yɡ(ə)no], можливо від женевського містяна Гюга, чи перекручене Eidgenossen — спільники) — назва з XVI століття французьких протестантів (кальвіністів). Цей термін часто використовується для опису членів реформатської церкви Франції до початку XIX століття. Термін бере свій початок з XVI століття у Франції. Французькі гугеноти-протестанти з Північної Франції, які надихалися працями Жана Кальвіна і схвалювали реформатську традицію протестантизму.
Боротьба гугенотів з католиками вилилася в так звані релігійні війни XVI століття, після закінченні яких, за Сен-Жерменським миром 1570 року гугеноти отримали свободу віросповідання (хоча католицизм й залишився панівною релігією). Ставлення до гугенотів французької держави XVII–XVIII ст. неодноразово змінювалось, однак лише Французька революція прирівняла гугенотів у правах з католиками. Активна пропагандистська сила гугенотів діяла.

## Етимологія
Спочатку термін гугенот вживалося противниками протестантів як насмішка і походило від «гуго» — зневажливого прізвиська швейцарців у Франції, але згодом, коли реформація стала поширюватися у Франції, воно прижилося і серед самих французьких протестантів. Французькі лютерани прийняли кальвінізм як своє основне богословське вчення і приблизно з 1560 року стали називатися гугенотами. Термін «гугеноти» різні історики пояснюють по-різному: одні припускають, що воно походить від імені Гуго Капета, нащадком якого був вождь гугенотів — Генріх IV, або від імені керівника французьких протестантів Гуго Безансона. Інші вказують на схожість французького hugenots з німецьким eidgenossen, яке швейцарські протестанти в Женеві використовували для свого означення як «союзників», «соратників», «прис́яжного товариства» або «конфедератів». Цим же словом стали називати себе французькі протестанти, коли вони прибували до Женеви, а потім цей термін разом з ними перекочував до Франції.
Богослов реформатського віросповідання і професор богословського училища в Женеві Жан-Анрі Мерль д'Обіньє (1794—1872) писав:
| «До періоду після Реформації цей термін мав суто політичне значення, а не релігійне і позначав просто прихильників незалежності. Через багато років вороги називали так французьких протестантів, бажаючи їх затаврувати і вказати на їх іноземне, республіканське і єретичне походження. Така справжня етимологія цього терміна ».[4] |

## Демографія

Райони поширення гугенотів на карті Франції

Проблеми демографічного і географічного поширення Реформатської традиції у Франції була висвітлена у різних джерелах. Більшість з них, як правило, згодні з тим, що гугенотське населення доходило до 10 % від загальної чисельності населення, або приблизно 2 млн чоловік напередодні різанини у Варфоломіївську ніч (день Св. Варфоломія) в 1572 року.
Нове вчення привабило значну частину дворянства і міської буржуазії. Кількість французьких протестантів неухильно збільшилася до десяти відсотків населення після того, як Жан Кальвін ввів Реформацію у Франції приблизно з 1,8 млн осіб протягом десятиліття між 1560 і 1570. У той же період налічувалося близько 1400 Реформатських церков, діючих у Франції. До кінця XVI століття гугеноти становили 7–8 % всього населення, або 1,2 мільйона осіб. До того часу Людовик XIV у Франції скасував Нантський едикт, гугеноти становили 800 000 до 1 млн осіб.
Гугеноти контролювали значні території в Центральної і Південної Франції. Населення навколо Центрального масиву і в районі Дордонь був майже повністю реформований. Жан Кальвін був французом і відповідає за впровадження і поширення кальвінізму у Франції. Він писав по-французьки, але на відміну від протестантизму в Німеччині, де лютеранські твори були широко поширені і які могли бути прочитані звичайною людиною, це був не той випадок у Франції, де тільки дворяни прийняли нову віру. Це справедливо для районів на заході і півдні, які контролювалися гугенотської знаттю. Хоча значна частина селянського населення почала приймати протестантизм, але все одно більшість залишалися католиками. В цілому, гугеноти були зосереджені в західній та південній частині французького королівства, де дворянам була забезпечена практика нової віри.
Вони жили на Атлантичному узбережжі в Ла-Рошель, після скасування Нантського едикту Людовіком XIV. Багато гугенотів втекло з країни, в 1689 році вони заснували в Північній Америці місто Нью-Рошель. Також гугеноти розповсюдилися по провінції Нормандії і Пуату. На півдні, в таких містах як Кастр, Монтобан, Монпельє і Німа були гугенотські фортеці. Крім того, багато протестантських сіл знаходилися в гірському регіоні Севенни.
Сьогодні існує кілька Реформатських громад по всьому світу, які зберігають свою гугенотську ідентичність. До них належать: Об'єднана протестантська Церква Франції та протестантські Реформатські Церкви Ельзасу і Лотарингії, у тому числі сільська громада в Севенни. Гугеноти-емігранти в Сполученому Королівстві, в США, ПАР і Австралії як і раніше зберігають свою ідентичність.

## Історія

### Початок
До Франції реформаторські ідеї Мартіна Лютера (1483—1546) почали проникати вже в 20-х роках XVI століття. Франція в той час була ще однією з наймогутніших католицьких держав Європи. У цей час французькі урядовці «переслідували будь-яких протестантів, які траплялися їм на очі» .

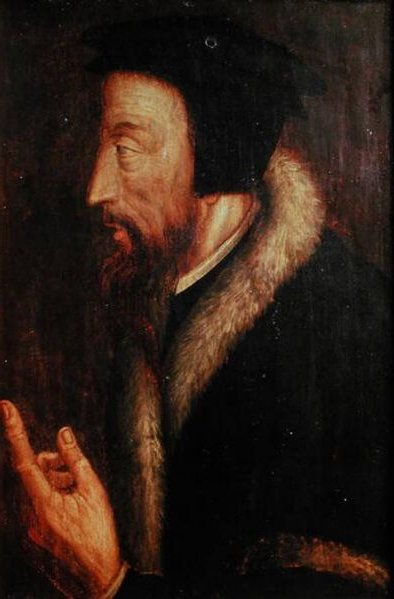
Жан Кальвін

Це був час постійних воєн між французьким королем Франциском I (1515—1547) і німецьким імператором Карлом (1500—1558), що ще більше посилювало неприязнь до появи французьких лютеранів. Але, як часто відбувалося в історії церкви, це справило зворотний ефект і послужило ще більшому поширенню ідей Реформації у Франції.
Саме в цей час (приблизно наприкінці 1532 року) в Орлеані або в Парижі відбулося звернення Жана Кальвіна (1509—1564), згодом відомого французького реформатора. Незабаром після цього в 1534—1535 році стався новий сплеск гонінь на протестантів у Франції, і Кальвін був змушений покинути свою батьківщину, переїхавши в Швейцарію.
Крім вчення Лютера на появу протестантизму у Франції вплинув французький гуманіст, теолог, математик і філософ (Якоб Фабер) Жак Лефевр з Етапля (1455—1536). Історики Реформації називають його «батьком французької Реформації», «піонером Реформації у Франції» і вважають, що саме він посіяв насіння Реформації у Франції.
Його учнями були такі відомі реформатори і гуманісти як Гільйом Фарель, Жерар Руссель, Мішель д'Аранд, Мельхіор Фольмар, деякі з них також надали свого часу сильний вплив на Кальвіна та інших реформаторів. Лефевр переклав Новий Завіт на французьку мову і видав його в 1523 році, майже одночасно з виданням німецького Нового Заповіту Лютера, що також сприяло поширенню протестантського руху у Франції.

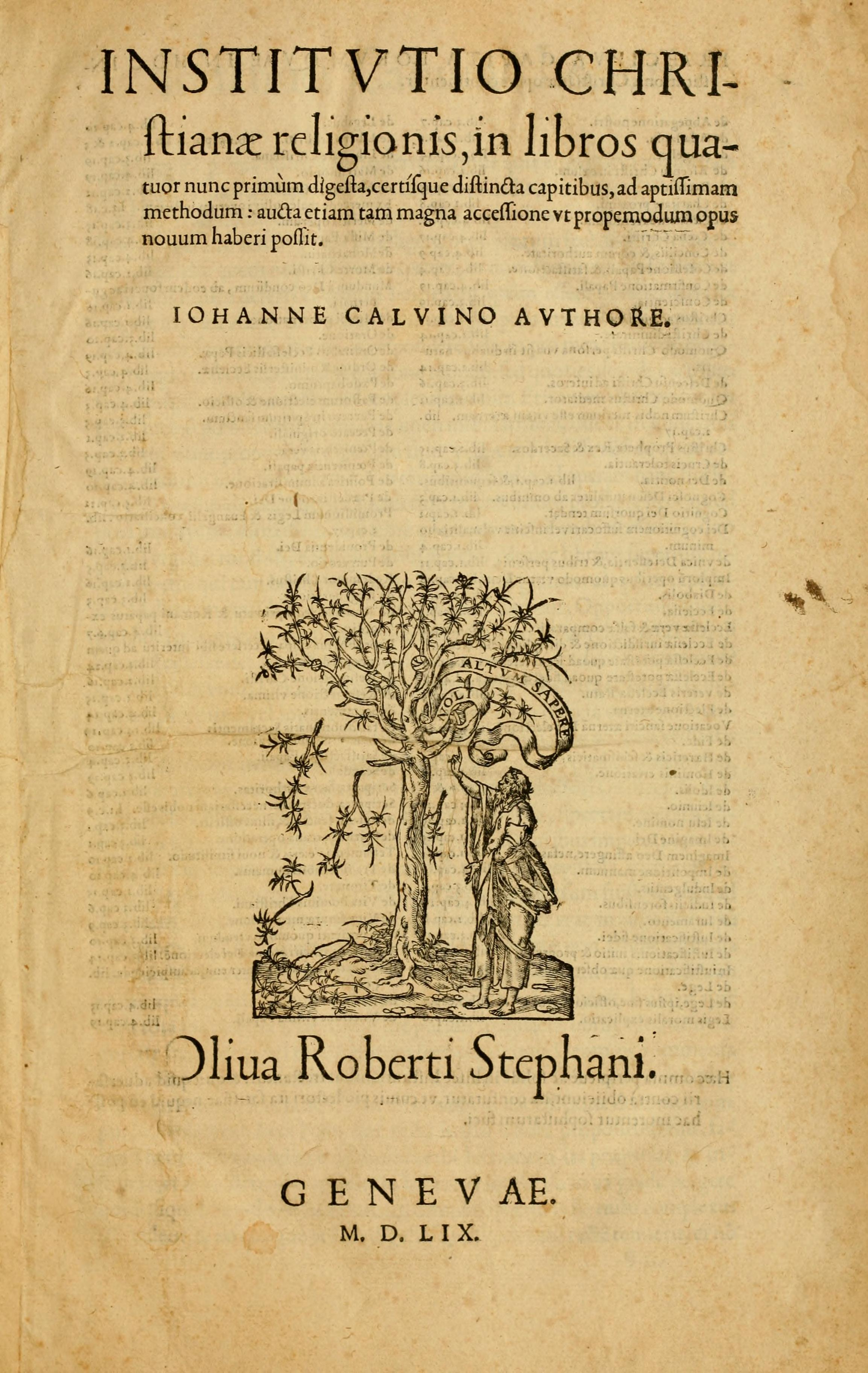
«Інституція християнської релігії»
Латинське видання 1559 року.

Потрібно відзначити, що, незважаючи на вимушену еміграцію до Женеви, Жан Кальвін, як і раніше продовжував брати активну участь у розвитку протестантського руху на своїй батьківщині. Головна праця Кальвіна «Інституція християнської релігії» була написана ним незабаром після переїзду до Швейцарії в 1536 році і адресований королю Франції Франциску I на захист французьких протестантів, які в цей період зазнавали сильних гонінь за свою віру. Крім цього, Женева стала регулярно посилати до Франції своїх проповідників, часто з числа самих французів, спеціально навчених в інституті Кальвіна.
Відома фраза Кальвіна, яка розкриває його зв'язок з французькими протестантами, які поверталися до себе на батьківщину для поширення вчення Реформації: «Пришліть нам дерево і отримаєте назад стріли» .У результаті у Франції «виникло багато громад, влаштованих за зразком женевської» .
Як пише один з дослідників Реформації:

| «На ранньому етапі існування французького протестантизму відмінності між містичними реформаторськими тенденціями і євангельським лютеранством, що проникали з Німеччини, були розмиті і неясні. Однак до кінця п'ятдесятих років французький протестантизм набув женевського забарвлення, оскільки французькі переселенці поверталися на батьківщину для поширення своєї віри і кальвіністська література поширювалася ширше і ширше ». |
В результаті впливу Женеви французькі лютерани прийняли кальвінізм як своє основне богословське вчення і приблизно з 1560 рік і стали називатися гугенотами.

### Реформи та економічне зростання
Починаючи з кінця 50-х років XVI століття протестантизм у Франції став все більше поширюватися не тільки серед «нижнього прошарку середнього класу», а й серед французького дворянства і знаті. Як пише Тальберг: «навіть деякі з принців французького королівського дому стали прихильниками кальвінізму». У цей період гугеноти вже могли відкрито сповідувати свою віру, проводячи свої богослужіння в приватних будинках і громадських будівлях.
У 1555 році у Франції вже було п'ять діючих протестантських церков, одна з яких була відкрита в самому Парижі. У 1559 році їх кількість досягла 100, і в цьому ж році протестанти провели в Парижі «національний синод французьких протестантів». За підрахунками адмірала Ґаспара де Шатійон Коліньї (1519—1572), в 1561 році у Франції було вже 2150 протестантських конгрегацій. Це передбачає наявність близько 3 млн протестантів по всій Франції. Таке зростання церков сталося не без допомоги Женеви і безпосередньо Жана Кальвіна, який продовжував підтримувати своїх земляків. За один тільки 1561 рік він відправив до Франції 151 навчених і підготовлених місіонерів.
У січні 1562 року було видано указ, який незважаючи на те, що забороняв гугенотам проводить публічні збори в межах міста, тим не менш дозволяв їм збиратися з приватних будинках для молитви і проводить публічні богослужіння всюди за міськими стінами. Так гугеноти отримали офіційне визнання і було досягнуто відносне перемир'я у Франції між католиками і протестантами.

### Критика Католицької Церкви
Як інші релігійні реформатори того часу, гугеноти вважали, що Католицька церква потребує радикальної чистки від непристойності. В той час, Католицька церква стояла на захисті збереження старих феодальних відносин. Духовенство мало найбільші доходи, не платило податків і підлягало лише церковному суду. Гугеноти, які фанатично протистояли Католицькій Церкві, атакували священиків, чернецтво та церковні будівлі. У більшості міст, в яких були гугеноти, влаштовувалися іконоборчі бунти, в ході яких були зруйновані вівтарі та образи в церквах, а іноді самі будівлі. Древні мощі та тексти були знищені, тіла святих ексгумовані та спалені. Міста Бурж, Монтобан і Орлеан зазнали значної активності в цьому напрямку.
Після цього гугеноти остаточно перетворилися на політичний рух. Католицька церква у Франції та багато її членів протистояли гугенотам. Деякі проповідники гугенотів і конгреганти піддавали нападу, коли намагалися зустрітися для поклоніння. Борючись проти французьких католиків, гугеноти мали власну міліцію.

### Релігійні війни

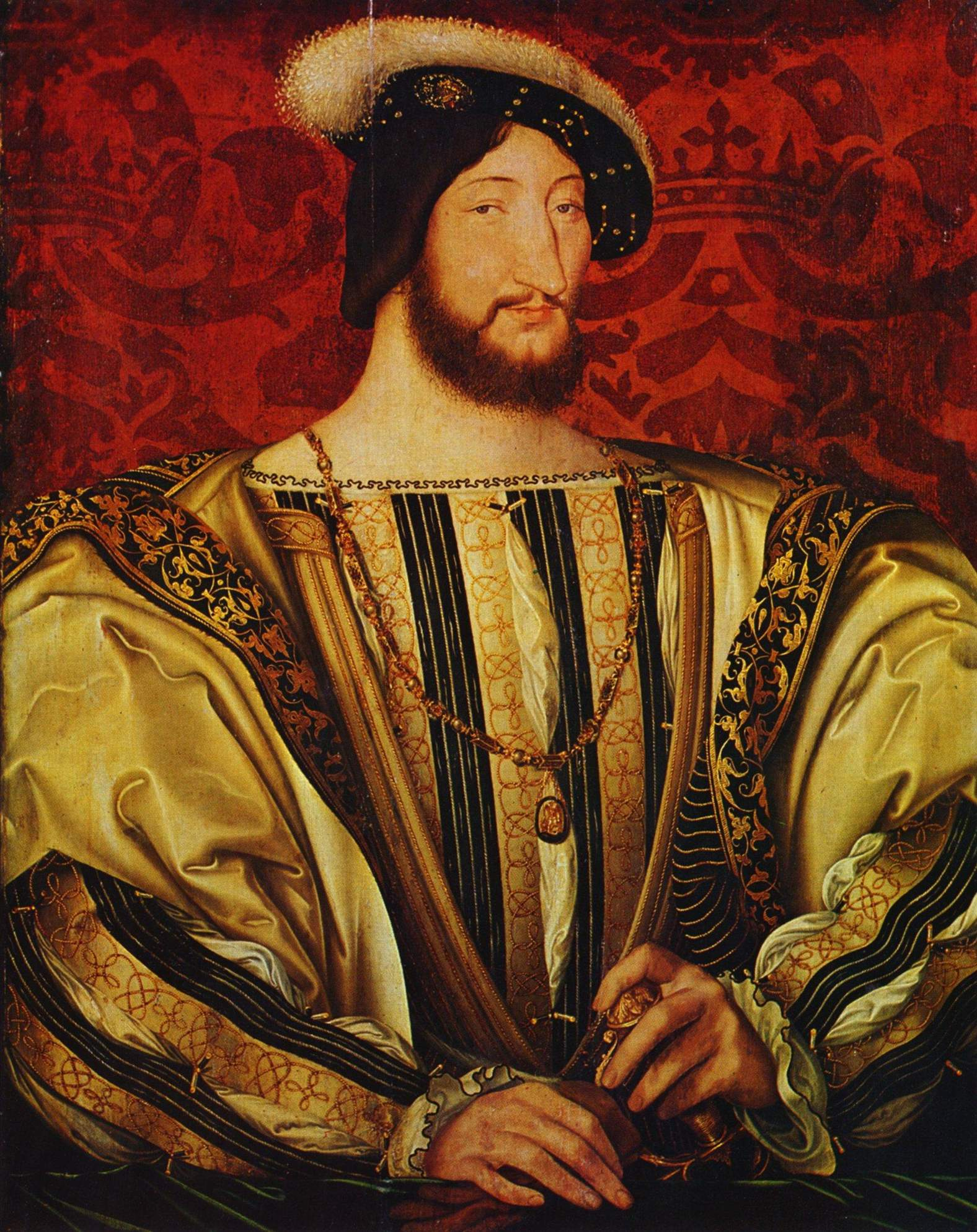
187.986x187.986пкс

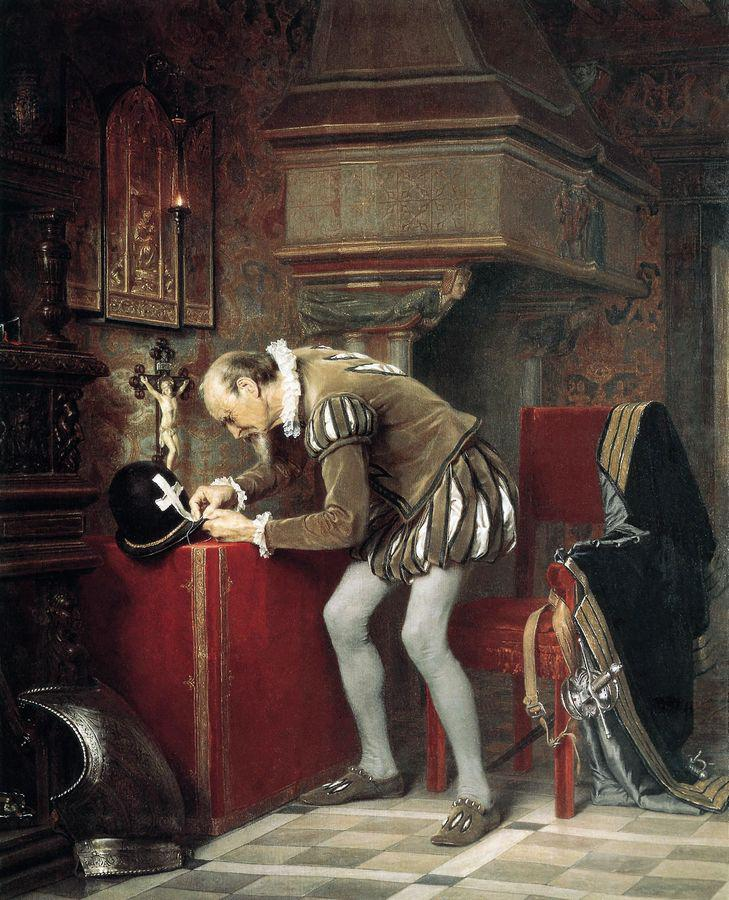
Карл Гун. Напередодні Варфоломіївської ночі.1868.

Ще при Франциску I перші протестанти Франції випробували на собі жорстокість релігійного переслідування: «багато з них були спалені … тисячі були страчені або відправлені на галери, а двадцять два міста і села практично стерті з лиця землі». Франциск I наказав конфіскувати всі протестантські твори і заборонив гугенотам під загрозою смертної кари влаштовувати своє протестантське богослужіння; але ці заходи не змогли зупинити поширення реформаторського вчення. Після того як в 1547 році помер Франциск I, до влади прийшов його син, король Генріх II (1519—1559), який з ще більшою жорстокістю продовжив боротися з протестантами в своїй країні. Історики пишуть що він «відрізнявся схильністю до садизму, а в останні свої роки особливо любив спостерігати спалення єретиків». Генріх II в 1555 році видав едикт, яким загрожував гугенотам спаленням на вогнищах, і після укладення Като-Камбрезійському миру з особливим завзяттям взявся за викорінення «єресі». Проте при ньому у Франції налічували до 5000 кальвіністських громад. При Франциску II, що знаходився під сильним впливом Гізів, в 1559 році при кожному парламенті була заснована особлива комісія — «вогняна палата», що стежила за виконанням едиктів про єретиків.
Оскільки Гізи були  переконаними католиками і прагнули викорінити протестантизм, їх боротьба з Бурбонами незабаром прийняла релігійне забарвлення. Потім був розкрита Амбуазська змова, що мала на меті усунути Гізів з оточення короля. Не можна сказати, що змовники керувалися виключно релігійними мотивами, але більшість з них були гугенотами. Серед учасників змови, кинутих Гізами до в'язниці, був Луї де Конде. Це викликало великі хвилювання серед знаті, як протестантської, так і католицької, які побоювалися, що суд над принцом крові і його засудження стануть важким ударом по її древнім привілеїв.
У цей момент Франциск II несподівано помер. Катерина Медічі швидко втрутилася в події і прийняла титул регента свого десятирічного сина Карла IX. Гізи неодноразово розладнували її плани і принижували її, тому вона звільнила Конде і приєдналася до гугенотів в їх боротьбі за обмеження впливу лотаринзького сімейства, як називали Гізів. До цього часу гугенотів у Франції було вже багато, про що свідчила кількість протестантських церков, яка налічувала до двох тисяч. Тому Катерина, будучи католичкою, з політичних міркувань підтримувала протестантів. Тих з них, хто томився в ув'язненні, звільняли, м'яко переконуючи відмовитися від єресі. Потім вона влаштувала в Пуассі зустріч протестантських і католицьких богословів для досягнення угоди між ними. Як і слід було очікувати, з цього нічого не вийшло. Тоді в 1562 році королева видала Сен-Жерменський едикт, що надавав гугенотам свободу віросповідання, але забороняв їм володіти місцями для богослужінь, проводити синоди без попереднього дозволу, збирати кошти, утримувати збройні сили і так далі. Таким чином, гугеноти отримали всього лише право збиратися на служби, якщо вони відбувалися поза містами, в денний час і без зброї. Тим самим Катерина сподівалася завоювати прихильність протестантів, одночасно обмеживши їх можливе політичне або військове вплив. Вона хотіла, щоб гугеноти стали небезпечні для лотаринзького сімейства, не загрожуючи при цьому єдності країни або королівської влади. Гізи відмовилися підкоритися едикту в надії підірвати тим самим владу Катерини.

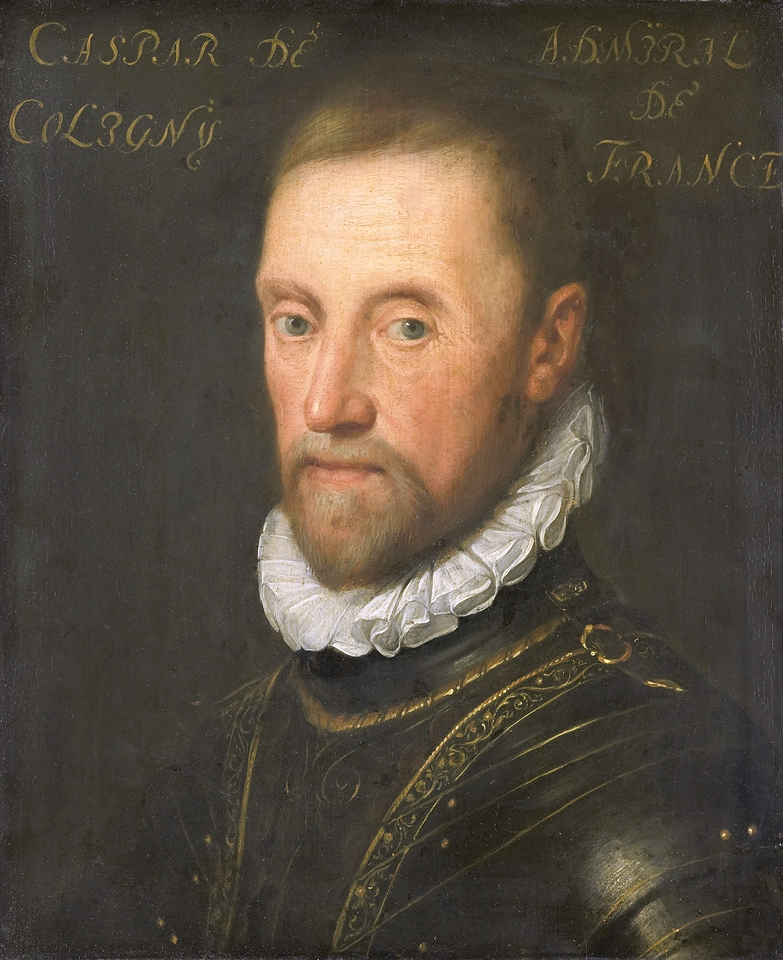
Адмірал Гаспар де Коліньї, вождь гугенотів

1 березня 1562 герцог де Гіз (1550—1580) з 200-ми озброєні люди скоїв масове побиття близько 1000 гугенотів, які зібралися на невинне богослужіння у великому старому сараї в місті Вассі. В результаті цього раптового нападу 45 осіб було вбито і понад 100 поранені. Тут же за цим прикладом в інших містах Франції почалися напади на гугенотів і масове їх знищення. Наприклад, в Тулузі було вбито близько 3000 протестантів, в тому числі жінок і дітей. Це послужило початком восьми релігійних війн між католиками і протестантами Франції, які тривали до 1595 року.
Ці війни тривали приблизно по два роки, після яких наступали короткі етапи перепочинку. Незважаючи на часті поразки гугенотів, число їх прихильників постійно росло, і їхній релігійний і політичний вплив у Франції ставав усе більше і більше.
Вбивства у Вассі привели до першої з довгої серії релігійних воєн, що прокотилися по Франції. Після кількох дрібних сутичок обидві сторони зібрали війська і виступили на поле бою — католики під командуванням герцога де Гіза, а протестанти — адмірала Гаспара де Коліньї. У більшості битв перемогу здобули католики, але їх командувач був убитий дворянином-протестантом, і рівно через рік після вбивств у Вассі сторони погодилися на перемир'я, яке надавало гугенотам певну свободу. Але мир тривав недовго — в період між 1567 і 1570 роками спалахнули ще дві релігійні війни.

### Варфоломіївська ніч
Докладніше: Варфоломіївська ніч
18 серпня 1572 року в Парижі відбулася церемонія одруження між дочкою Катерини Медичі Маргаритою (1553—1615) і протестантським принцом Генріхом Наваррським Бурбоном (1553—1610), майбутнім королем Франції. Ця подія була особливо радісною для гнаних гугенотів, бо вона обіцяла їм політичну і релігійну свободу. «У Париж з'їхалися найпомітніші гугеноти», щоб бути особистими свідками цієї багатообіцяючої події і особисто привітати свого ватажка.

На день Святого Варфоломія різанина французьких протестантів (1572).

Дружній прийом і очевидні прояви доброї волі короля приспали пильність протестантів. Коли Коліньї повертався з Лувру в особняк, де він зупинився, хтось вистрілив в нього з вікна, яке належало Гізам. Він втратив палець на правій руці і був поранений в ліву. Але замах на його життя не вдався. Обурені такою підступністю, гугеноти, які вірили в гостинність короля, зажадали розслідування. Карл IX поставився до розслідування серйозно, і з'явилися відомості, що стріляли з аркебузи, що належала герцогу Гізу, який вчинив замах та втік на коні зі стайні Катерини. Підозрювали навіть, що у змові брав участь брат короля Генріх Анжуйський, який став згодом Генріхом III. Розгніваний король заборонив Гізам з'являтися при дворі, а слідство продовжилося.
Змовники тим часом перейшли до рішучих дій. Катерина переконала Карла, що гугеноти організували широку змову з метою повалення його з престолу і що на чолі змови був Коліньї. Король, який завжди вирізнявся м'якотілістю, все прийняв за чисту монету: дорога до побиття протестантів була відкрита.
В ніч на 24 серпня (день святого Варфоломія) 1572 року і сталося трагічне масове вбивство гугенотів в Парижі, більш відоме як «Варфоломіївська ніч». За різними оцінками істориків в цю ніч в ході масової різанини в самому Парижі загинуло від 3 до 70 тисяч гугенотів. Сп'янілі кров'ю своїх ворогів, католики продовжили вбивати їх і за межами Парижа. Розповідають, що навіть в Луврі, королівському палаці, по сходах текла кров. Двох протестантських принців крові Луї де Конде і Генріха Бурбона (короля Наварри, який став також зятем Карла) притягли до французького короля, де вони відреклися від своєї віри, тим самим зберігши собі життя. В результаті по всій Франції прокотилися хвиля масових вбивств гугенотів і була розв'язана чергова релігійна війна між католиками і протестантами, яка то затихала, то тривала протягом 11 років.

## Нантський едикт

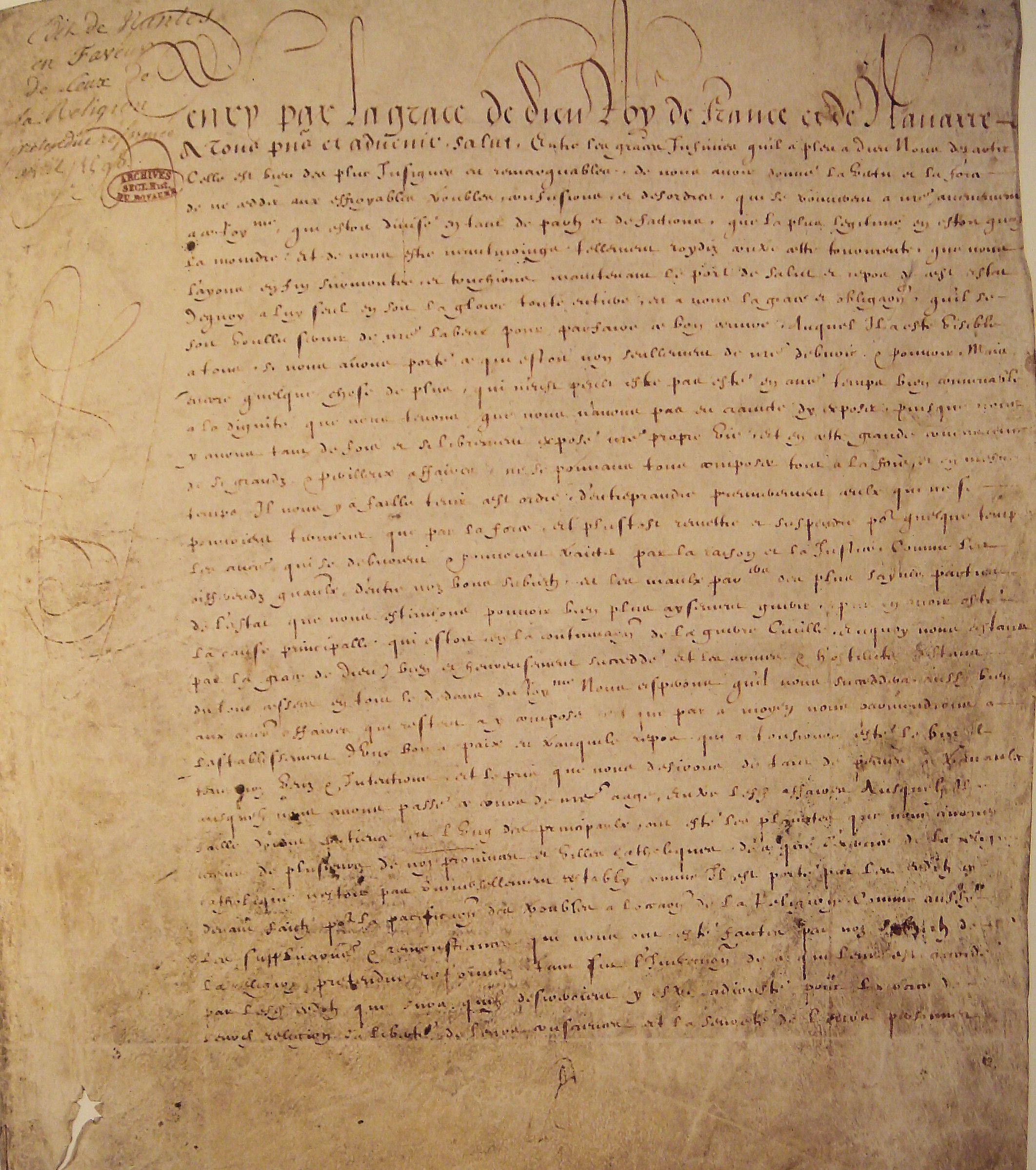
Нантський едикт, квітень 1598 року

У 1593 році в результаті несподіваної смерті правлячого короля Генріха III Валуа, Генріх Наваррський Бурбон був проголошений королем Франції під ім'ям Генріха IV. До цього моменту Франція, розкололась між протестантами і католиками.
Сильно виснажена постійними внутрішніми релігійними війнами між цими релігійними рухами, все ще залишалася в своїй більшості католицькою. Для того щоб стати королем Франції і принести мир своїй країні, Генріху IV довелося відректися від своєї протестантської віри і прийняти католицизм.
Незважаючи на прийняття Генріхом IV католицизму він не залишив своїх колишніх одновірців і видав ряд указів, які сприяють свободі їх віросповідання. Зокрема, в 1598 році був виданий знаменитий Нантський едикт, завдяки якому гугеноти могли вільно здійснювати свої богослужіння по всій країні (крім Парижа і його п'яти округів), вони були відновлені у своїх громадянських і політичних правах, вони могли влаштовувати громадські кладовища і засновувати власні суди, для забезпечення своєї безпеки їм надали у тимчасове користування кілька фортець. Вони могли утримувати за рахунок державної скарбниці 200 збройних гарнізонів, їм також надали можливість відкривати свої школи і видавати книги.

## Трагічне закінчення
Однак мирне існування гугенотів тривало не довго. У 1610 році, як пише Г'ютон, єзуїти найняли божевільного ченця, щоб вбити Генріха IV, і королем Франції став його син Людовик XIII (1610—1643). Він «виріс переконаним римським католиком» і послідовно став викорінювати протестантизм у Франції.:289
У 1621 році він скасував Нантський Едикт, залишив тим самим гугенотів без політичних і військових прав, але при цьому зберіг для них цивільні права і релігійну свободу. Так була розв'язана чергова релігійна війна між католиками і гугенотами. Вона завершилася в 1629 році поразкою протестантів і укладенням Алеського едикту, «який підтверджував їх свободу поклоніння і цивільні права, але позбавив їх всіх інших прав» . У цьому ж році був виданий спеціальний Німский едикт, в якому була підтверджена свобода тих віросповідань у Франції, які були дозволені в попередньому Нантському едикті.
Після смерті Людовика XIII на престол Франції зійшов Людовик XIV (1643—1715), який був більш категоричний в «очищенні» Франції від протестантизму і приведення своєї країни до однієї віри. Людовик XIV говорив, що якщо викорінення протестантизму у Франції «зажадало б, щоб одна рука відрубала іншу, він пішов би на це».
Незважаючи на те, що гугеноти становили всього 9 % від загальної чисельності населення у Франції, він бачив в них пряму загрозу для свого правління і для існування католицької церкви країни. Йому належать такі слова:

| «Мій дід любив гугенотів і не боявся їх, мій батько боявся і не любив їх, я їх не люблю і не боюся». |

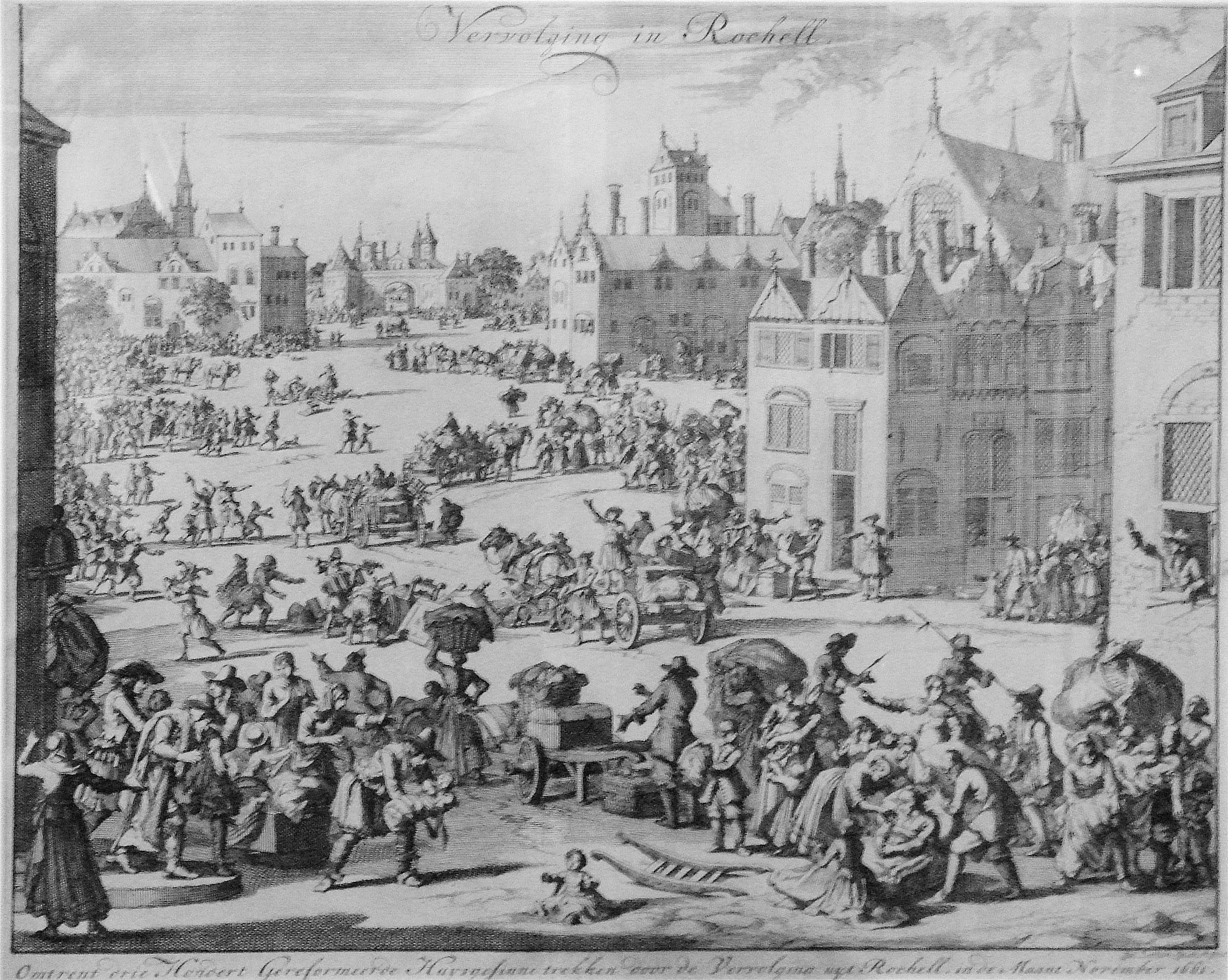
Вигнання з Ла-Рошель від 300 протестантських сімей у листопаді 1661

У 1666 році Людовик XIV видає наказ з переліком з 60 пунктів, згідно з яким можна було по-різному карати гугенотів. Відповідно до цього наказу короля «уряд закривав протестантські лікарні, школи, університети; грошові пожертвування передавалися, минаючи гугенотів, католицьким організаціям». Приблизно 650–700 церковних будівель були зруйновані.
У батьків-гугенотів насильно відбирали дітей і виховували їх в суворих католицьких традиціях. У 1685 року Людовіком XIV був остаточно скасований Нантський едикт і заборонено протестантське богослужіння у Франції. Це послужило початком нових офіційних гонінь на гугенотів. Їх стали насильно навертати в католицтво, а тих, хто відмовлявся, відправляли на каторжні роботи, саджали в тюрми або просто страчували. В результаті Францію за різними підрахунками покинуло близько 250 тисяч релігійних біженців.

## Історична спадщина
Державний діяч Франції XVII століття Жан-Батист Кольбер (1619—1683), описав гугенотів як «найбільш ощадливих, старанно трудящих і найбільш освічених підданих короля». Рятуючись від гонінь, з Франції втікали вправні ремісники, відмінно підготовлені професіонали, вмілі торговці і багаті купці. Саме цю найважливішу для економічного життя країни частину населення і втратила Франція в результаті офіційних гонінь у 1685-ті роки, організованих Людовіком XIV.
В результаті вимушеного масового переселення протестанти Франції мали значний вплив на релігійний, економічний, соціальний, військовий і політичний підйом в тих країнах, куди вони емігрували. Швейцарія, Нідерланди, Англія, Німеччина і навіть Америка — ось невеликий перелік країн, які зазнали на собі сприятливий вплив протестантських переселенців з Франції.
Багато державних діячів європейських країн з радістю брали працьовитих гугенотів на свої землі, тому що вони приносили з собою навички роботи і накопичений капітал.
«У Голландії протягом 12 років втікачі були звільнені від сплати голландських податків. У Пруссії великий князь надав двадцяти тисячам гугенотів безкоштовні землі біля Берліна. Приблизно близько трьохсот тисяч бігло з Франції. Серед них були найталановитіші французькі ремісники, розселення яких в країнах, прилеглих до Франці, зробило значний вплив на їх промисловість. Людовик XIV заплатив дуже високу ціну за національну католицьку ортодоксію. В більш освічений вік він зробив ту ж грубу помилку, що і Філіп II Іспанський — зруйнував власну державу в ім'я релігії».
Втікачі з Франції гугеноти чинили також і релігійний вплив в тих місцях, де вони осідали для постійного життя. Наприклад, «до 1700 року в Лондоні було 28 французьких протестантських церков», а в Голландії двісті проповідників стали пасторами в місцевих церквах.
З гугенотів, які отримали добрий вишкіл у Франції в ході довгих військових дій проти католиків, організовувалися окремі полки, які воювали проти католиків на стороні Англії, Німеччини, Голландії, а також брали участь в боротьбі за незалежність Америки. Це значно зміцнило бойову міць армій цих країн.
Через те, що вже на той час Париж був законодавцем моди, французькі протестанти надавали сильний естетичний вплив на ті країни, куди вони емігрували. Наприклад, в Англії «гугеноти стали першими жителями Лондона, які заводили в будинках канарок (птахи становили їм компанію під час довгих годин роботи за ткацьким верстатом) і прикрашали оселю зрізаними квітами». А виробництво капелюхів, яке почали в тій же Англії гугеноти-емігранти, досягло такої популярності, що навіть «католицькі кардинали з Риму замовляли собі капелюхи у протестантських біженців в Англії».
Гугеноти першими у Франції відкрито протистояли абсолютній владі католицької церкви, що підтримувала абсолютна монархія короля Франції. Рухомим релігійним завзяттям, гугеноти проголосили свою свободу віросповідання і показали приклад непокори владі, що йде врозріз з Біблією.
Їх приклад дотримання своїх ідей сформував особливі "умонастрої, що склали згодом духовні ідеали Французької революції. Після їх вигнання Франція стала значно відставати в своєму економічному розвитку від сусідніх країн, що поступово справило загальне невдоволення існуючою абсолютною монархією у аристократії і простого населення і призвело до Французької революції. Але на відміну від релігійних війн гугенотів, ця революція носила чисто політичний і навіть антирелігійний характер.